# Dere fulvipennis
Dere fulvipennis är en skalbaggsart som beskrevs av Charles Joseph Gahan 1906. Dere fulvipennis ingår i släktet Dere och familjen långhorningar.
Artens utbredningsområde är Laos. Inga underarter finns listade i Catalogue of Life.